# Noah Diliberto
Noah Diliberto (Cambrai, 8 settembre 2001) è un calciatore francese, centrocampista del Widzew Łódź.

## Carriera
Cresciuto nel Valenciennes, ha esordito in prima squadra il 17 novembre 2019, nella partita di Coppa di Francia vinta per 0-2 contro il Saint-Maximin; il 14 febbraio 2020 segna la prima rete in carriera, in occasione dell'incontro di Ligue 2 vinto per 3-2 contro il Sochaux. Il 4 marzo seguente firma il primo contratto professionistico, valido fino al 2023.

## Statistiche

### Presenze e reti nei club
Statistiche aggiornate al 22 novembre 2022.
| Stagione        | Squadra         | Campionato      | Campionato | Campionato | Coppe nazionali | Coppe nazionali | Coppe nazionali | Coppe continentali | Coppe continentali | Coppe continentali | Altre coppe | Altre coppe | Altre coppe | Totale | Totale |
| Stagione        | Squadra         | Comp            | Pres       | Reti       | Comp            | Pres            | Reti            | Comp               | Pres               | Reti               | Comp        | Pres        | Reti        | Pres   | Reti   |
| --------------- | --------------- | --------------- | ---------- | ---------- | --------------- | --------------- | --------------- | ------------------ | ------------------ | ------------------ | ----------- | ----------- | ----------- | ------ | ------ |
| 2019-2020       | Valenciennes    | L2              | 14         | 1          | CF+CdL          | 3+0             | 0               | -                  | -                  | -                  | -           | -           | -           | 17     | 1      |
| 2020-2021       | Valenciennes    | L2              | 34         | 0          | CF              | 3               | 0               | -                  | -                  | -                  | -           | -           | -           | 37     | 0      |
| 2021-2022       | Valenciennes    | L2              | 16         | 0          | CF              | 3               | 0               | -                  | -                  | -                  | -           | -           | -           | 19     | 0      |
| 2022-2023       | Valenciennes    | L2              | 11         | 2          | CF              | 2               | 0               | -                  | -                  | -                  | -           | -           | -           | 13     | 2      |
| Totale carriera | Totale carriera | Totale carriera | 75         | 3          |                 | 11              | 0               |                    | -                  | -                  |             | -           | -           | 86     | 3      |